# Slano Kopovo
Slano Kopovo (en serbe cyrillique : Слано Копово) est une réserve naturelle située au nord de la Serbie, dans la province de Voïvodine (identifiant no RP 13). Depuis 2004, le site est inscrit sur la liste des sites Ramsar pour la conservation et l'utilisation durable des zones humides (site no 1392),. Il est également considéré comme une zone importante pour la conservation des oiseaux (ZICO no RS012).

## Géographie
Slano Kopovo, qui se situe à une altitude comprise entre 75 m et 86 m, se caractérise par ses étangs qui couvent des terres salées et, notamment, par ses lacs salés, situés à l'intérieur de paléoméandres. 

## Biodiversité

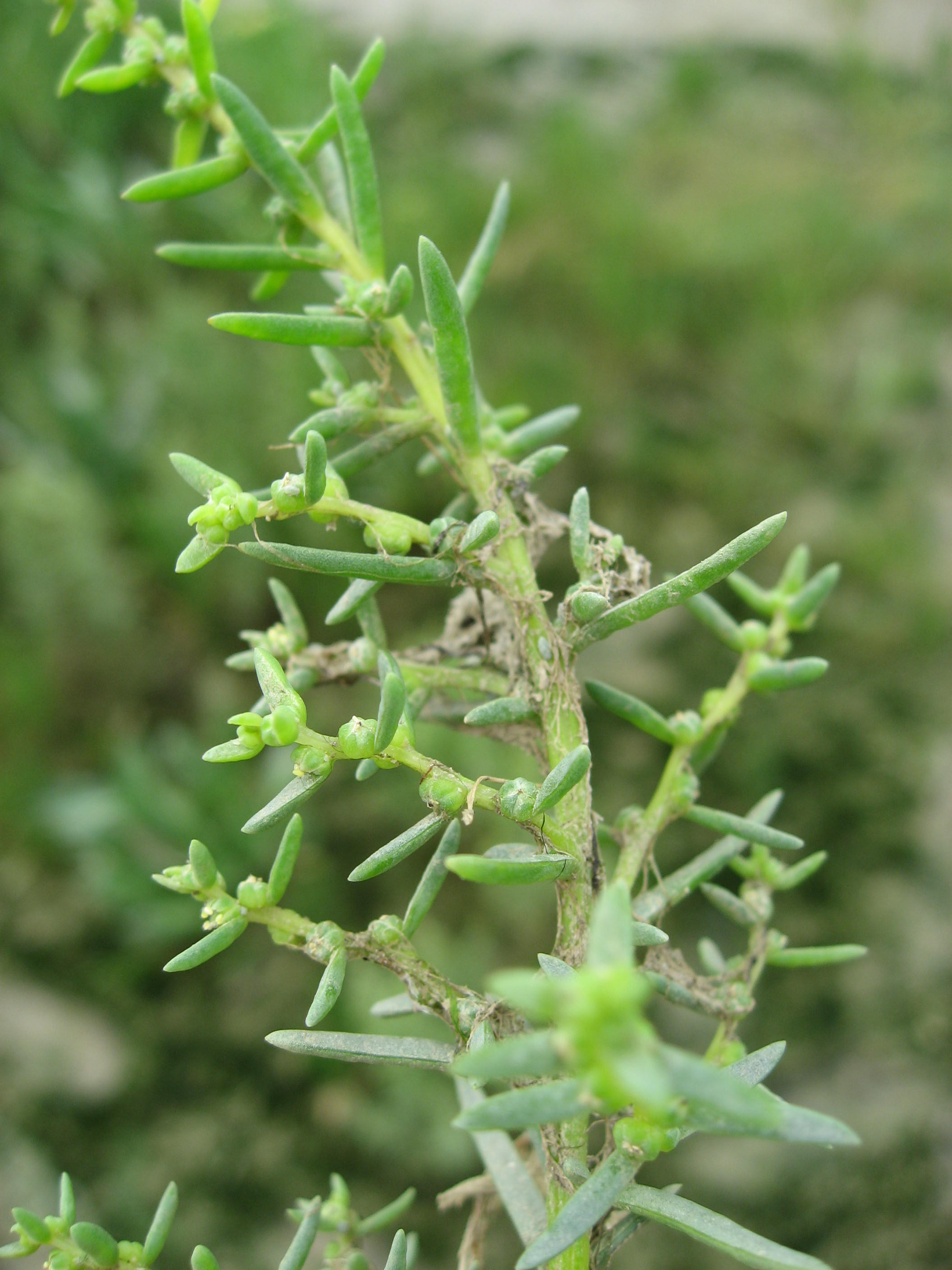
La soude maritime

Sur le plan de la flore, Slano Kopovo se caractérise par sa végétation halophyte et, notamment, par une association unique au monde sur le même sol de la salicorne d'Europe (Salicornia europaea) et de la soude maritime (Suaeda maritima). On y trouve également une plante rare des terres salées, la Thero-Salicornietea.
La faune de Slano Kopovo se caractérise par sa richesse en oiseaux. Parmi les espèces les plus importantes, on y rencontre l'avocette élégante (Recurvirostra avosetta) ou le pluvier à collier interrompu (Charadrius alexandrinus). On y trouve également des spatules, des blongios (Ixobrychus), des sarcelles d'été (Anas querquedula), le canard pilet (Anas acuta), le fuligule nyroca (Aythya nyroca), le busard cendré (Circus pygargus), le faucon sacre (Falco cherrug) et le faucon kobez (Falco vespertinus). Parmi les autres espèces d'oiseaux représentées dans le parc, on peut signaler la grue cendrée (Grus grus), la barge à queue noire (Limosa limosa), le chevalier gambette (Tringa totanus), le chevalier arlequin (Tringa erythropus) et le chevalier aboyeur (Tringa nebularia), ou encore le chevalier cul-blanc (Tringa ochropus) et le chevalier sylvain (Tringa glareola). On y rencontre encore le courlis cendré (Numenius arquata), le courlis corlieu (Numenius phaeopus), l'échasse blanche (Himantopus himantopus), le hibou des marais (Asio flammeus), le gorge-bleue à miroir (Luscinia svecica), la pie-grièche à poitrine rose (Lanius minor) et le traquet motteux (Oenanthe oenanthe).

## Préservation
En raison de son importance et de sa fragilité, Slano Kopovo a été inscrit sur la liste des sites Ramsar pour la conservation et l'utilisation durable des zones humides. Parallèlement, le secteur a été reconnu comme une Zone importante pour la conservation des oiseaux (ZICO) ; cette zone de protection couvre une superficie de 2 660 ha.

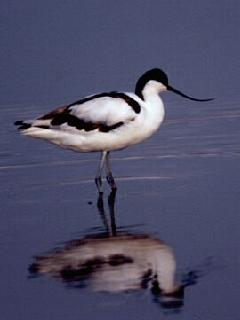
L'avocette élégante

## Monument
Le site abrite les ruines de l'église d'Arača (IXe-XIe siècles).